# Allan Williams
Allan Richard Williams (Bootle, 21 de fevereiro de 1930 - Liverpool, 30 de dezembro de 2016) foi um empresário e promotor britânico, agente de reservas original e primeiro empresário dos Beatles. Foi em seu clube, The Jacaranda, que os Beatles fizeram seus primeiros shows. Ele pessoalmente dirigiu a van para levar a jovem banda para Hamburgo, na Alemanha, em 1960, onde eles ganharam a experiência vital do show business que levou ao seu surgimento no cenário mundial.